# Beyond the Maiden: The Best of...
Beyond The Maiden: The Best Of... è una raccolta di successi di Paul Di'Anno pubblicata nel 1999.

## Tracce

### CD 1
1. I've Had Enough - 3:57
2. Take These Chains From Me - 4:11
3. What Am I Gonna Do - 3:35
4. Rock The Boat - 4:14
5. Only You That This Love Needs - 4:45
6. Searching For Love - 4:04
7. I Ain't Coming Back No More - 4:45
8. Play That Funky Music - 3:48
9. Living In America - 4:48
10. Caught Your Lie - 3:41
11. I'm All Shook Up - 4:00
12. Forever - 4:20
13. Remember Tomorrow (Live) - 5:35
14. Wrathchild (Live) - 2:59
15. Children Of The Revolution (Live) - 4:48

### CD 2
1. Let Your Body Rock - 4:00
2. Only In My Dreams - 4:44
3. What D'ya Want - 4:35
4. No Repair - 3:47
5. This Man's On Fire - 4:15
6. Don't Take These Dreams Away - 4:05
7. So Far Away - 3:57
8. Show Some Emotion - 5:05
9. The Fool You Left Behind - 4:06
10. The Answer Is You - 3:36
11. Never Knowing, Dead Or Alive - 3:58
12. Big Beat, No Heart - 4:58
13. Only Love - 4:45
14. Phantom Of The Opera (Live) - 3:52
15. Sanctuary (Live) - 2:41